# Cassytha pubescens
Cassytha pubescens är en lagerväxtart som beskrevs av Robert Brown. Cassytha pubescens ingår i släktet Cassytha och familjen lagerväxter. Inga underarter finns listade i Catalogue of Life.